# سيريل ألكسندر مانغو
كان سيريل ألكسندر مانغو (بالإنجليزية: Cyril Mango)‏ (14 أبريل 1928م - 8 فبراير 2021م) باحثًا بريطانيًا في تاريخ وفن وعمارة الإمبراطورية البيزنطية واشتهر بأنه أحد البيزنطيين البارزين في القرن العشرين. كان أستاذًا لقريص للتاريخ واللغة والأدب اليوناني والبيزنطي الحديث في كينجز كوليدج لندن،  بجامعة أكسفورد بايواتر، وأستاذًا فخريًا للغة البيزنطية واليونانية الحديثة وآدابها في سوثبي، وزميلًا أستاذًا فخريًا بكلية إكستر ، أكسفورد.

## النشأة وتعليمه
وُلد مانجو في 14 أبريل 1928م في إسطنبول، تركيا، وهو الأصغر لثلاثة أبناء لألكسندر أ. لاجئ من باكو. أحد إخوته، أندرو مانغو، عاش وعمل في لندن، وأصبح رئيسًا لخدمة جنوب شرق أوروبا في بي بي سي العالمية، وكان أيضًا باحثًا ومؤلفًا محترمًا في تركيا. انتقل شقيقه الآخر، أنتوني، إلى أمريكا وأصبح شخصية بارزة في الأمم المتحدة. نشأوا في منزل متعدد اللغات حيث كانت اللغة المشتركة هي الفرنسية ولكن الأطفال كانوا يتحدثون أيضًا الروسية واليونانية والإنجليزية والتركية. كان سيريل مانغو يجيد أيضًا الإسبانية والإيطالية.
بعد تعليمه في المدرسة الإنجليزية الثانوية للبنين في إسطنبول،  حيث كان والده محاميًا ومستشارًا قانونيًا للسفير البريطاني،  تخرج من الجامعة وحصل على درجة الماجستير في فقه اللغة الكلاسيكي في سانت أندروز عام 1949م.
أصبح والده مواطنًا بريطانيًا بعد دراسة القانون في إنجلترا،
ذهب للدراسة في جامعة باريس، وترك جامعة السوربون بعد حصوله على درجة الدكتوراه في التاريخ عام 1953م.

## مساره المهني
- جامعة هارفارد، دمبارتون أوكس، واشنطن العاصمة، زميل مبتدئ (1951-1953)، زميل (1953-1954)، وباحث مشارك (1954-1955) في الدراسات البيزنطية، مدرس في علم الآثار البيزنطية (1955-1958)، محاضر في البيزنطية علم الآثار (1958-1962)، أستاذ مشارك في علم الآثار البيزنطي (1962-1963)، محرر تنفيذي لمنشورات دمبارتون أوكس (1958-1963)، عضو مجلس العلماء للدراسات البيزنطية (1967-1972)، وعضو البحث. طاقم العمل (1972-1973) [14]
- جامعة لندن، كينجز كوليدج ، لندن، إنجلترا، أستاذ قريص للتاريخ اليوناني والبيزنطي الحديث واللغة والأدب، 1963-1968 [15]
- جامعة أكسفورد، أكسفورد، إنجلترا، أستاذ Bywater and Sotheby للغة البيزنطية واليونانية الحديثة وآدابها، 1973-95 [15]
- أستاذ مشارك زائر في التاريخ البيزنطي، جامعة كاليفورنيا ، بيركلي، 1960–61 [15]
- زميل جمعية الآثار بلندن
- زميل الأكاديمية البريطانية المنتخبة عام 1976 [16]
- عضو الأكاديمية الأمريكية للفنون والعلوم، انتخب عام 1992 [17]

## آخرى
تبرع سيريل مانغو بمكتبته الخاصة الواسعة لمكتبة جيناديوس التي عقدت ندوة على شرف عيد ميلاده الثمانين في عام 2008م بعنوان «أثينا البيزنطية: آثار، حفريات، نقوش»  والصور، المنسوبة إليه، تقام في مكتبة كونواي التي يتم رقمنة أرشيف الصور المعمارية الخاصة بها كجزء من مشروع Courtauld Connects الأوسع.

## الحياة الشخصية
تزوج من مابيل جروفر عام 1953م، لكن الزواج انتهى. تزوج لاحقًا من سوزان أ. غيرستل في عام 1964 م، لكن هذا الزواج انتهى أيضًا. في النهاية، تزوج من مارليا مانجو عام 1976م. كان لديه ابنتان، واحدة من زواجه من مابل والأخرى من زواجه من سوزان.

## فهرس
- البيت النحاسي. دراسة دهليز القصر الإمبراطوري في القسطنطينية (1959)
- فسيفساء القديسة صوفيا في إسطنبول (1962)
- كنوز تركيا: أقدم حضارات الأناضول بيزنطة العصر الإسلامي . سيريل مانجو وإكريم أكورغال وريتشارد إيتينجهاوزن (1966)، طبعات الفن ألبرت سكيرا، جنيف، 253 ص.
- فن الإمبراطورية البيزنطية (1972)
- العمارة البيزنطية (1976)
- بيزنطة: إمبراطورية روما الجديدة (1980) [20]
- بيزنطة وصورتها: تاريخ وثقافة الإمبراطورية البيزنطية وتراثها (1984)
- Le développement urbain de Constantinople (IVe - VIIe siècles) (1985)
- دراسات عن القسطنطينية (1993)
- آيا صوفيا: رؤية للإمبراطوريات (1997)؛ نص بواسطة سيريل مانجو، صور لأحمد إرتوغ
- كورا: The Scroll of Heaven (2000)؛ نص بواسطة سيريل مانجو، صور لأحمد إرتوغ
- تاريخ أكسفورد للبيزنطة (2002)؛ حرره Cyril Mango [21]